# Remigia mundella
Remigia mundella är en fjärilsart som beskrevs av Embrik Strand 1917. Remigia mundella ingår i släktet Remigia och familjen nattflyn. Inga underarter finns listade.